# Patriotisme
 (juillet 2022).

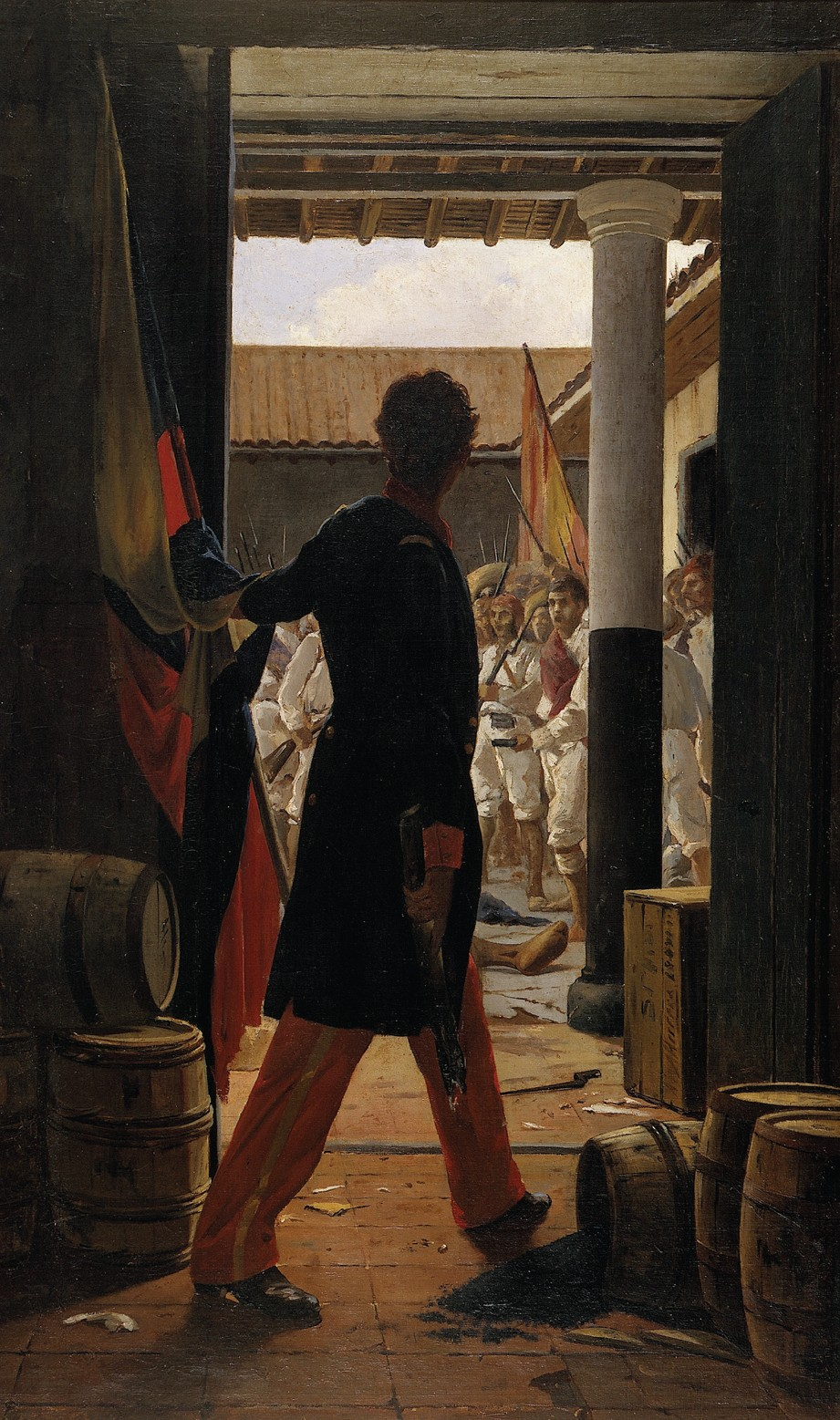
Le dynamitage de la poudrière de San Mateo par Antonio Ricaurte.

La Liberté guidant le peuple.

Le patriotisme est le dévouement d'un individu envers le pays qu'il reconnaît comme étant sa patrie.
Dans l'époque contemporaine, l’idée de « patriotisme » est difficilement séparable de celle de « nationalisme » — en particulier celle de nationalisme culturel —, mais elle est couramment revendiquée comme un substitut — considéré comme plus neutre et positif — du second dans les États-nations par les courants démocrates défendant le nationalisme d’État, qui refusent l'étiquette de « nationaliste »,,,.

## Histoire du patriotisme en France

### AuXVIIIesiècle
Le mot patriotisme selon Monique Cottret est un mot créé vers 1750 au moment de la traduction du livre de Lord Bolingbroke Lettres sur l'esprit du patriotisme et sur l'idée d'un roi patriote par Claude de Thiard de Bissy . Le mot sera instrumentalisé en France par Étienne-François de Choiseul durant et après la guerre de Sept Ans pour mobiliser l'opinion. Il est notamment utilisé pour glorifier la France et fustiger l'Angleterre Par un poète comme Charles-Pierre Colardeau dans son poème de 1762 Le Patriotisme. Choiseul encourage les académies à se saisir du sujet. C'est ainsi que l'abbé Millot adresse à l'académie de Lyon un Discours sur le patriotisme français.
Les physiocrates considèrent que la patrie et le patrimoine sont joints et que, rejetant les commerçants et les financiers, seuls des propriétaires fonciers ont une patrie et que l'État devrait être gouverné par eux seuls.
Au début de la Révolution française, des sociétés patriotiques se sont constituées, comme le club de 1789, plutôt modéré, ainsi que la société patriotique du Luxembourg. Cette dernière société est considérée par François Pairault comme étant un des groupes les plus radicaux de la Révolution française.

### AuXIXesiècle
L'historien François Caron précise qu'à partir du règne de Napoléon III, l'objet principal vécu par les Français est d'ordre spirituel. Il rappelle pour ce faire que « la question religieuse est inséparable de la question patriotique : chaque parti prétend incarner « l'âme » de la France. L'empereur Napoléon III doit l'essentiel de son prestige à l'image triomphante de la patrie qu'il incarne. Il rappelle une époque où la gloire de la France était sans égale, où ce pays avait porté au-delà des frontières les principes de la liberté des peuples et la civilisation. Dans le même temps, le parti catholique voit dans l'union de l’État et de l’Église un moyen d'instaurer une cité chrétienne dont la France est le lieu d'élection. À l'opposé c'est la fidélité à la France révolutionnaire qui donne au combat son sens et son idéal ». Plus loin, il distingue orientation chauviniste et tradition universaliste du patriotisme au travers de la défaite française de 1870.

## Le patriotisme en Italie
En Italie, le terme de patriote (parfois patriote de l'Unité italienne) désigne les personnes ayant lutté pour l'unification de la péninsule italienne (alors divisée en de multiples royaumes : le royaume de Sardaigne, les États pontificaux, le royaume des Deux-Siciles et le grand-duché de Toscane) au cours du XIXe siècle.

## Citations
« Qu'est-ce que le nationalisme ? C'est un patriotisme qui a perdu sa noblesse et qui est au patriotisme noble et raisonnable, ce que l'idée fixe est à la conviction normale. » Albert Schweitzer, Psychopathologie du nationalisme.
« Le patriotisme, c’est l’amour des siens. Le nationalisme, c’est la haine des autres. » Romain Gary, Éducation européenne (éd. Gallimard, 1956 – page 246 de l'éd. Folio, 1996).
« La distinction entre patrie et nation, patriotisme et nationalisme, ne tient pas. Le culte de la patrie est le respect, la religion de la terre des pères ; le culte de la nation est le respect et la religion de leur sang... A mon sens, il ne faut pas distinguer nation et patrie. » Charles Maurras (Lettre de Charles Maurras à Henri Massis, 13 septembre 1923).
« Selon certains, le patriotisme est l'amour de la patrie et le nationalisme est la haine des autres. Cette dichotomie est très discutable, car le patriotisme fait partie du nationalisme. On pourrait dire qu'il n'y a pas de différence de nature, mais de niveau ou d'intensité entre l'un et l'autre. » Dominique Vidal (Introduction dans Les nationalistes à l'assaut de l'Europe, Demopolis, 2019)
« La patrie est une religion et le patriotisme est son culte. À la Révolution française, l’Église avait accompagné l’État royal dans sa chute. Un nouveau culte devait naître, laïque et républicain. Ce fut celui de la patrie. Le culte de la patrie a ses autels et ses offices, ses saints et ses reliques. » Patrick Clervoy, (« Spécificités françaises », Inflexions, 2014/2, n° 26)